# Piotr Berdowski
Piotr Witold Berdowski (ur. 1971) – polski historyk, doktor habilitowany nauk humanistycznych, profesor Uniwersytetu Rzeszowskiego, specjalność naukowa: historia gospodarcza starożytnej Grecji i Rzymu.

## Życiorys
W 2002 na podstawie napisanej pod kierunkiem Lesława Morawieckiego rozprawy pt. Liquamen flos excellens (Studia nad handlem, reklamą i spożyciem przetworów rybnych w starożytnej Grecji i Rzymie) uzyskał na Wydziale Socjologiczno-Historycznym Uniwersytetu Rzeszowskiego stopień naukowy doktora nauk humanistycznych w dyscyplinie historia w specjalnościach historia gospodarcza, historia starożytna. Tam też na podstawie dorobku naukowego oraz pracy pt. Res gestae Neptunii filii. Sextus Pompeius i rzymskie wojny domowe nadano mu w 2016 stopień doktora habilitowanego nauk humanistycznych w dyscyplinie historia.
Został profesorem uczelni w Instytucie Historii w Kolegium Nauk Humanistycznych Uniwersytetu Rzeszowskiego. Był nauczycielem akademickim w Państwowej Wyższej Szkole Wschodnioeuropejskiej w Przemyślu (Instytut Historii i Archiwistyki).
Był członkiem Komisji do Oceny Podręczników Szkolnych Polskiej Akademii Umiejętności.